# Mordowo-Dobrino
Mordowo-Dobrino (ros. Мордово-Добрино) – wieś (sieło) w Rosji, w obwodzie orenburskim, w rejonie siewiernym. W 2021 liczyła 117 mieszkańców.